# Le Sifflet des copains - L'école est finie
 (mai 2021).
Si vous disposez d'ouvrages ou d'articles de référence ou si vous connaissez des sites web de qualité traitant du thème abordé ici, merci de compléter l'article en donnant les références utiles à sa vérifiabilité et en les liant à la section « Notes et références ».
Albums de Sheila
Écoute ce disque
(1964)
Le Sifflet des copains - L'école est finie est le premier album studio (et deux chansons) de Sheila sorti en 1963.
La dédicace suivante est mentionnée en exergue au verso de la pochette de l'album : Sur ce disque il y a les 13 chansons qui, en une année, ont transformé ma vie - Sheila.
La photo de la pochette est de Sam Levin.
À noter qu'à cette époque, avant d’être réunies dans un album, les nouvelles chansons sortaient d’abord en 45 tours.

## Liste des titres
1. Le Sifflet des copains
2. Ouki kouki
3. Cette année-là (extrait de son premier film L'Année du bac)
4. Chante chante chante
5. Papa t'es plus dans l'coup
6. Viens danser le hully gully
7. Sheila
8. L'école est finie
9. Pendant les vacances
10. Ne raccroche pas
11. Première surprise-partie
12. Le Ranch de mes rêves
13. La vie est belle

Titres en bonus sur la réédition en CD 
1. Le Sifflet des copains (stéréo)
2. Viens danser le Hully Gully (version mono mixée en stéréo sans chœurs)
3. Ouki Kouki (kookie Ookie) (version mono mixée en stéréo)
4. Cette Année-Là  (version du film L'Année du Bac)

## Production

### France
- Édition Album original : 
  - 33 tours / LP Mono  Philips 77.974 sorti en 1963
  - 33 tours / LP Stéréo  Philips 840.533 sorti en 1963

- Réédition de l'album :
  - CD  Warner Music 11333125 date de sortie : mai 2006.

### Etranger
- Édition Album original :
  -  Canada - 33 tours / LP Stéréo  Philips Mono 77.974 / Philips Stereo 840.533 sorti en 1963
  -  États-Unis - 33 tours / LP Stéréo  "Sheila's The yeye girl, france's number one teen-age singer" Philips PHS 200.144 (Monophonic) / Philips PHS 600.144 (Stereophonic) sorti en 1963
  -  Israël - 33 tours / LP Stéréo  Litratone 12038 (Monophonic) sorti en 1963

## Les extraits de l'album
- L'école est finie / Papa t'es plus dans l'coup / Ne raccroche pas / Le ranch de mes rêves.
- Pendant les vacances / La vie est belle / Première surprise-partie / Viens danser le hully-gully.
- Le sifflet des copains / Chante chante chante / Cette année-là / Ouki-kouki.

## Distinctions
- Sheila a reçu pour cet album le Grand Prix de l'Académie Charles-Cros.

## Reprises issues des chansons de l'album
L'Ecole est finie
- 1963 - Joël Denis
- 1964 - Denis Pantis
- 1964 - Tonia
- 1964 - Roger Pierre / Jean-Marc Thibault
- 1972 - Les Poppys
- 1986 - Génération 60
- 1989 - Jacky
- 1996 - Sabine Azéma (dans le film On connaît la chanson)
- 2003 - Priscilla
- 2012 - Salut Les Copains
- 2018 - Antigoni Katsouri (dans le film L'école est finie)

Autres langues:
- 1964 - Black Devil (Keine Schule Mehr) (Allemagne)
- 1964 - Peggy Peters (Keine Schule Mehr) (Allemagne)
- 1964 - Billie Davis (The school is over) (Royaume-Uni/Etats-Unis)
- 1964 - Tonia (De school is uit) (Belgique)
- 1964 - Simona Sivori (La scuola e finita) (Italie)
- 1965 - Duo rubam (La clase acabo) (Espagne)
- 1966 - Leda Moreno (Se acabo la escuela) (Mexique)
- 1969 - Vanja Stojkovic (Zavrisla se skola) (Danemark)
- 1983 - Anthony Flemming (Slut med skolen) (Finlande)

Papa t'es plus dans l'coup
- 1963: Georges Jouvin
- 1963: Michèle Laprise
- 2002: Ludivine Sagnier (dans le film Huit Femmes)
- 2005: Luc Lazza

Le Ranch de mes rêves
- 1963: Jimmy Smith (Hôtel hapiness)
- 1963: Richard Anthony

Ne raccroche pas
- 1963 - Norman Knight
- 1979 - The replays (Don't hang up)

Pendant les vacances
- 1964 - Eddy Mitchell et Les Chaussettes noires (sous le titre de Line)
- 1964 - Nana Gualdi (en allemand)
- 1973 - Petula Clark
- 1977 - Manon Harvey

La Vie est belle
- 1963 - Chantal Kelly

Première surprise party
- 1964 - Duo Cramer (La primera reunion, Espagne)
- 1964 - Rosy (La prima festa che darò, Italie)
- 1982 - Génération 60
- 1990 - Mégatwist

Viens danser le hully-gully
- 1963 - Johnny Monteilhet

Le Sifflet des copains
- 1963 - Georges Jouvin
- 1964 - France Lys
- 1964 - Dominique
- 1966 - Willeke Alberti (Als ik je fluiten hoor, Pays-Bas)
- 1988 - Au Bonheur des dames

Chante, chante, chante
- 1964 - Nancy Holloway
- 1965 - Johnny O'Keefe (Australie)

Ouki-kouki
- 1964 - Mimi Hétu
- 1964 - Francine Roch
- 1964 - Sonia (Ouki-kouki, Espagne)